# Agonum luxatum
Agonum luxatum är en skalbaggsart som beskrevs av Thomas Casey. Agonum luxatum ingår i släktet Agonum och familjen jordlöpare. Inga underarter finns listade i Catalogue of Life.